# Charles de Tornaco
Charles de Tornaco (ur. 7 czerwca 1927 w Brukseli, zm. 18 września 1953 w Modenie) – belgijski kierowca wyścigowy. Uczestniczył w czterech Grand Prix Formuły 1.